# Ristigouche-Sud-Est
Ristigouche-Sud-Est, till 2024 Ristigouche-Partie-Sud-Est, är en kommun i Québec i Kanada. Den ligger i regionen Gaspésie–Îles-de-la-Madeleine, i den östra delen av landet, 700 km öster om huvudstaden Ottawa.
Kommunen är officiellt tvåspråkig (franska och engelska), med franskspråkig majoritet vid folkräkningen 2021.